# Puffing Billy
Puffing Billy (littéralement « Petit William qui souffle ») a été la première locomotive à adhérence utilisée en service commercial. Elle a été mise au point par William Hedley en 1813 pour Christopher Blackett, propriétaire des houillères de Wylam près de Newcastle upon Tyne en Angleterre. Elle sera utilisée au moins jusqu'en 1862.

## Histoire
Les concepteurs des premières locomotives étaient confrontés à un dilemme : trop lourdes, leurs machines cassaient les voies de l'époque ; trop légères elles patinaient. C'est pourquoi les premières locomotives en service utilisaient des systèmes d'entraînement dédiés : la Salamanca de Blenkinsop (1812) recourait à une crémaillère ; la locomotive de William Chapman pour les houillères de Heaton (1813) se tractait au moyen d'une chaîne disposée entre les rails ; la Cheval à vapeur de Brunton (qui explosa lors d'une démonstration) optait pour la marche avec deux jambes arrière poussant sur les rails.
William Hedley était convaincu que l'adhérence roue sur rail pouvait suffire. Un essai confirma ses vues : un véhicule lesté dont les roues sont entraînées par des hommes a pu tirer plusieurs wagons chargés (1812). Il entreprit la construction d'une première locomotive, Black Billy, à un cylindre, volant d'inertie, chaudière en fonte et tube-foyer simple (1813). Pas assez puissante, elle fut remplacée par une nouvelle, Puffing Billy, à deux cylindres, chaudière en fer doux et tube-foyer en U (vers mars 1814). Mais, comme dix ans plus tôt la locomotive de Richard Trevithick, cette locomotive de huit tonnes à vide brisait sous son poids la voie qui, de 1808 à environ 1830 aux houillères de Wylam, était en plaques de fonte épaulées. On l'équipa alors de huit roues pour mieux répartir la charge (vers 1815) selon le schéma de la locomotive de William Chapman ; puis, probablement vers 1828, elle a été reconstruite telle que sur l'image la montrant en 1862, avec deux essieux équipés de roues ferroviaires adaptées au roulement sur rails. L'écartement reste de cinq pieds (1 524 mm).
En 1862, Edward Blackett la confia au Patent Office Museum, l'actuel Science Museum de Londres, auquel elle sera par la suite vendue pour 200 livres.

## Caractéristiques
La chaudière en fer doux est à tube-foyer en U.
- diamètre chaudière : 0,970 m[3]
- pression : 3,4 bars
- surface de grille : 0,8 m2
- surface d'échange : 8,10 m2
- diamètre des cylindres : 203 mm[1]
- course du piston : 914 mm
- masse à vide : 7,85 t
- masse en charge : 9,17 t

## Préservation
C'est la plus ancienne locomotive conservée au monde. Elle est exposée au Science Museum de Londres. Une réplique fonctionnelle a été construite en 2006 au Beamish Museum. Sa jumelle de 1815, la Wylam Dilly est préservée au Musée royal d'Écosse. Une troisième locomotive, la Lady Mary, aurait été construite.
En 1822, Wylam Dilly a été montée sur un chaland et utilisée pour remorquer les bateaux bloqués par la grève de dix semaines des chalandiers de la Tyne.

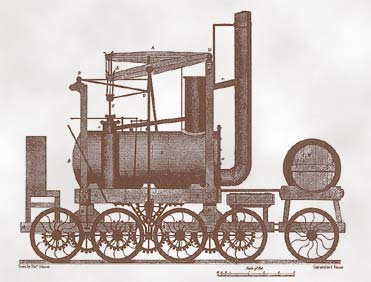
Puffing Billy dans sa version à huit roues.
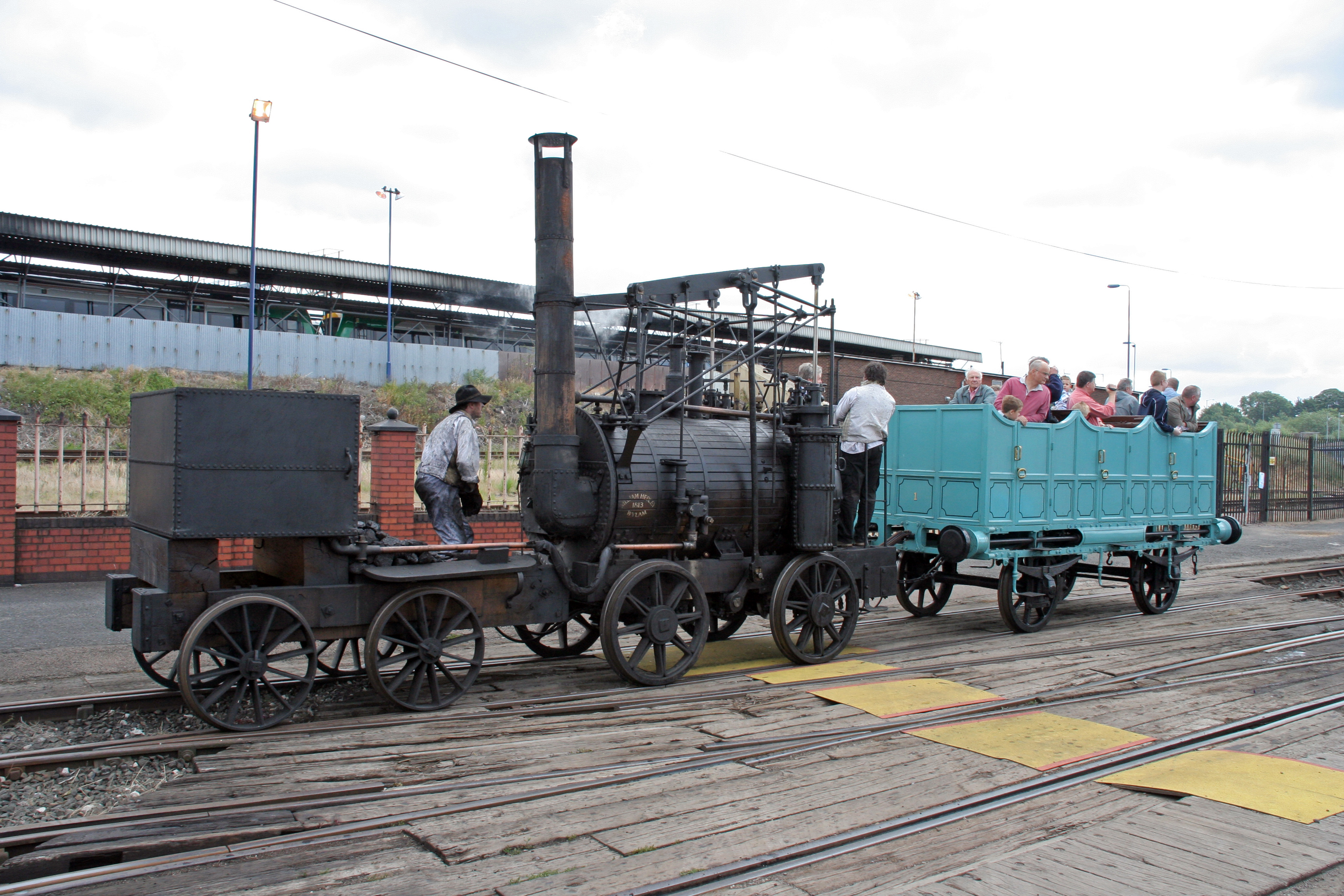
Réplique de Puffing Billy à Tyseley.
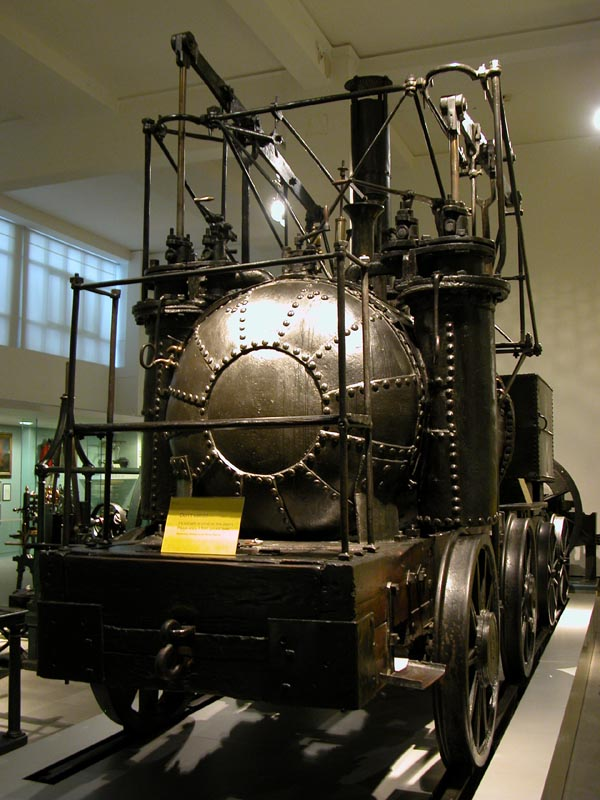
Puffing Billy  exposée au Science Museum de Londres.

## Sources